# Temporada 2014 de Eurofórmula Open
La temporada 2014 de Eurofórmula Open es la decimocuarta temporada de este campeonato. Estrena nueva denominación tras verse obligado por la FIA a quitar de su nomenclatura del campeonato principal cualquier referencia a la F3, al no seguir manteniendo actualizado sus normativas técnicas ni sus monoplazas.
Aunque mayormente los reglamentos se mantienen, se introduce una novedad, el Campeonato de España de F3 campeonato que recoge la puntuación de aquellos pilotos que hayan decidido inscribirse en él, y de las rondas disputadas en España y Portugal. La temporada iba a ser la primera donde iban a eliminarse los viejos Dallara F308, sin embargo el campeonato no disponía de suficientes Dallara F312 para todos, así que los pilotos Costantino Peroni en las dos primeras rondas y Saud Al Faisal en la primera, tuvieron que pilotarlos, quedando registrados en unas simbólicas clasificaciones del Campeonato Copa que no les aportarían premio alguno.

## Escuderías y pilotos
| Escudería                  | N.º | Piloto                  | Icono | Rondas   |
| -------------------------- | --- | ----------------------- | ----- | -------- |
| RP Motorsport              | 1   | Sandy Stuvik            | E     | Todas    |
| RP Motorsport              | 2   | Artur Janosz            | E     | Todas    |
| RP Motorsport              | 3   | Andrés Saravia          | E     | Todas    |
| RP Motorsport              | 4   | Dzhon Simonyan          | E     | Todas    |
| RP Motorsport              | 24  | Saud Al Faisal          | E     | 2–8      |
| RP Motorsport              | 30  | Saud Al Faisal          | C     | 1        |
| RP Motorsport              | 31  | Costantino Peroni       | C E   | 1–2      |
| Team West-Tec F3           | 5   | Yarin Stern             | E     | Todas    |
| Team West-Tec F3           | 6   | Cameron Twynham         | E     | 1–4      |
| Team West-Tec F3           | 6   | Igor Waliłko            | I     | 8        |
| Team West-Tec F3           | 7   | Nicolas Pohler          | E     | 1–7      |
| Team West-Tec F3           | 7   | Fabian Schiller         | I E   | 8        |
| Team West-Tec F3           | 8   | Tanart Sathienthirakul  | E     | Todas    |
| Team West-Tec F3           | 9   | Wei Fung Thong          | E     | Todas    |
| EmiliodeVillota Motorsport | 10  | Igor Urien              |       | 1        |
| EmiliodeVillota Motorsport | 10  | Alexander Toril         |       | 6        |
| EmiliodeVillota Motorsport | 10  | Nelson Mason            | I     | 8        |
| EmiliodeVillota Motorsport | 11  | Yu Kanamaru             | E     | Todas    |
| EmiliodeVillota Motorsport | 12  | Che-One Lim             | E     | Todas    |
| BVM Racing                 | 15  | Christopher Höher       |       | 4–7      |
| BVM Racing                 | 15  | Michele Beretta         | I     | 8        |
| BVM Racing                 | 16  | Damiano Fioravanti      | E     | 7–8      |
| DAV Racing                 | 18  | Leonardo Pulcini        |       | 6, 8     |
| DAV Racing                 | 19  | Henrique Baptista       | E     | Todas    |
| DAV Racing                 | 25  | Tommaso Menchini        |       | 1        |
| DAV Racing                 | 25  | Gerardo Nieto           | E     | 2–4      |
| DAV Racing                 | 25  | Costantino Peroni       |       | 6–7      |
| DAV Racing                 | 26  | Kevin Giovesi           | I     | 7        |
| DAV Racing                 | 29  | Igor Urien              | E     | 8        |
| Campos Racing              | 20  | Konstantin Tereshchenko | E     | Todas    |
| Campos Racing              | 21  | Sean Walkinshaw         | E     | Todas    |
| Campos Racing              | 22  | Álex Palou              | E     | Todas    |
| Corbetta Competizioni      | 23  | Damiano Fioravanti      | E     | 1–2      |
| Corbetta Competizioni      | 23  | Costantino Peroni       |       | 3        |
| Corbetta Competizioni      | 23  | Alessio Rovera          | I     | 8        |
| Corbetta Competizioni      | 28  | William Barbosa         | E     | 1–4, 6–8 |

| Icono | Significado                                               |
| ----- | --------------------------------------------------------- |
| E     | Inscrito en el Campeonato de España de F3                 |
| C     | Participa en la categoría Copa al pilotar un Dallara F308 |
| I     | Piloto invitado                                           |

## Calendario

### Series Invernales
| Ronda | Tipo    | Circuito             | Fecha      | Vencedor     |
| ----- | ------- | -------------------- | ---------- | ------------ |
| WS1   | Carrera | Circuito Paul Ricard | 1 de marzo | Sandy Stuvik |

### Temporada
- Un calendario provisional de 8 rondas fue anunciado el 6 de noviembre de 2013.[32] El calendario fue modificado el 23 de enero de 2014.[33] Todas las rondas fueron acompañadas por el International GT Open.

| Ronda | Ronda | Circuito                           | Fecha            |
| ----- | ----- | ---------------------------------- | ---------------- |
| 1     | C1    | Nürburgring                        | 3 de mayo        |
| 1     | C2    | Nürburgring                        | 4 de mayo        |
| 2     | C1    | Autódromo Internacional do Algarve | 7 de junio       |
| 2     | C2    | Autódromo Internacional do Algarve | 8 de junio       |
| 3     | C1    | Circuito de Jerez                  | 21 de junio      |
| 3     | C2    | Circuito de Jerez                  | 22 de junio      |
| 4     | C1    | Hungaroring                        | 5 de julio       |
| 4     | C2    | Hungaroring                        | 6 de julio       |
| 5     | C1    | Silverstone Circuit                | 19 de julio      |
| 5     | C2    | Silverstone Circuit                | 20 de julio      |
| 6     | C1    | Circuit de Spa-Francorchamps       | 6 de septiembre  |
| 6     | C2    | Circuit de Spa-Francorchamps       | 7 de septiembre  |
| 7     | C1    | Autodromo Nazionale Monza          | 27 de septiembre |
| 7     | C2    | Autodromo Nazionale Monza          | 28 de septiembre |
| 8     | C1    | Circuit de Barcelona-Catalunya     | 1 de noviembre   |
| 8     | C2    | Circuit de Barcelona-Catalunya     | 2 de noviembre   |

## Resultados

### EFO - Campeonato de pilotos
- Sistema de puntuación:

| 1  | 2  | 3  | 4  | 5  | 6 | 7 | 8 | 9 | 10 | PP | VR |
| -- | -- | -- | -- | -- | - | - | - | - | -- | -- | -- |
| 25 | 18 | 15 | 12 | 10 | 8 | 6 | 4 | 2 | 1  | 1  | 1  |

| Pos                                     | Piloto                  | NÜR | NÜR | ALG | ALG | JER | JER | HUN | HUN | SIL | SIL | SPA | SPA | MNZ | MNZ | CAT | CAT | Pts |
| --------------------------------------- | ----------------------- | --- | --- | --- | --- | --- | --- | --- | --- | --- | --- | --- | --- | --- | --- | --- | --- | --- |
| 1                                       | Sandy Stuvik            | 2   | 1   | 12  | 1   | 1   | 1   | 4   | Ret | 1   | 1   | 1   | 1   | 1   | 1   | 1   | 5   | 332 |
| 2                                       | Artur Janosz            | 4   | 2   | 1   | 2   | 2   | Ret | 1   | 2   | 5   | 5   | 14  | 2   | 2   | 2   | 4   | 4   | 243 |
| 3                                       | Álex Palou              | 1   | Ret | 3   | 3   | 4   | 2   | 2   | 1   | 2   | 2   | 2   | 5   | Ret | 16  | 2   | 1   | 242 |
| 4                                       | Yu Kanamaru             | 3   | 16  | 2   | 16  | 6   | 12  | 13  | 5   | 4   | 4   | 10  | 3   | 3   | 14  | 5   | 6   | 128 |
| 5                                       | Yarin Stern             | 7   | Ret | Ret | 17  | 3   | 3   | Ret | 7   | 3   | 3   | Ret | 4   | 7   | Ret | 3   | 3   | 125 |
| 6                                       | Konstantin Tereshchenko | 8   | 7   | 5   | 7   | 5   | 11  | 12  | 3   | 6   | 8   | 13  | Ret | 5   | 17  | 16  | 16  | 75  |
| 7                                       | Tanart Sathienthirakul  | 5   | 4   | 6   | 9   | 9   | Ret | 11  | 14  | 10  | 7   | 5   | Ret | 10  | 8   | 8   | 9   | 69  |
| 8                                       | Andrés Saravia          | 13  | 8   | Ret | Ret | 8   | 10  | 3   | 6   | Ret | 6   | 11  | 6   | 15  | 6   | 11  | 12  | 61  |
| 9                                       | Cameron Twynham         | 6   | 3   | 4   | 6   | 11  | 5   | Ret | 13  |     |     |     |     |     |     |     |     | 53  |
| 10                                      | Sean Walkinshaw         | 11  | 11  | 7   | 12  | 10  | 7   | 5   | 10  | 7   | 12  | 8   | 10  | 6   | 9   | 9   | Ret | 53  |
| 11                                      | Dzhon Simonyan          | Ret | 18  | Ret | Ret | 16  | 4   | 9   | Ret | 12  | 10  | 3   | 16  | Ret | 13  | Ret | 7   | 38  |
| 12                                      | Nicolas Pohler          | Ret | 9   | Ret | 8   | 7   | 6   | Ret | 8   | Ret | 9   | 7   | 13  | 8   | Ret |     |     | 38  |
| 13                                      | Christopher Höher       |     |     |     |     |     |     | Ret | 4   | Ret | 15  | 6   | 15  | 14  | 3   |     |     | 35  |
| 14                                      | Che One Lim             | 17  | 5   | Ret | 5   | 12  | Ret | Ret | Ret | 9   | 13  | Ret | 8   | Ret | 7   | 13  | Ret | 35  |
| 15                                      | Gerardo Nieto           |     |     | 8   | 4   | 14  | 9   | 7   | 9   |     |     |     |     |     |     |     |     | 26  |
| 16                                      | Damiano Fioravanti      | 12  | 6   | Ret | 13  |     |     |     |     |     |     |     |     | 9   | 5   | 20  | 11  | 26  |
| 17                                      | Alexander Toril         |     |     |     |     |     |     |     |     |     |     | 4   | 7   |     |     |     |     | 18  |
| 18                                      | Wei Fung Thong          | 10  | 10  | 9   | 11  | 13  | 8   | 8   | Ret | 8   | Ret | Ret | 12  | 17  | Ret | 15  | 17  | 16  |
| 19                                      | Leonardo Pulcini        |     |     |     |     |     |     |     |     |     |     | DNS | DNS |     |     | 7   | 8   | 14  |
| 20                                      | Henrique Baptista       | 15  | 13  | Ret | 10  | 17  | Ret | 6   | 12  | Ret | 11  | 12  | 14  | 11  | 11  | 18  | Ret | 11  |
| 21                                      | Saud Al Faisal          | Ret | 14  | 10  | Ret | 19  | Ret | 10  | Ret | 11  | 14  | 9   | 9   | 13  | 15  | 19  | 19  | 6   |
| 22                                      | Igor Urien              | 9   | 12  |     |     |     |     |     |     |     |     |     |     |     |     | Ret | 15  | 2   |
| 23                                      | Costantino Peroni       | 16  | 15  | 11  | 14  | 15  | 13  |     |     |     |     | Ret | 11  | 12  | 10  |     |     | 2   |
| 24                                      | William Barbosa         | 14  | Ret | Ret | 15  | 18  | Ret | 14  | 11  |     |     | Ret | Ret | 16  | 12  | 17  | 18  | 0   |
| 25                                      | Tommaso Menchini        | Ret | 17  |     |     |     |     |     |     |     |     |     |     |     |     |     |     | 0   |
| Pilotos invitados no aptos para puntuar |                         |     |     |     |     |     |     |     |     |     |     |     |     |     |     |     |     |     |
|                                         | Nelson Mason            |     |     |     |     |     |     |     |     |     |     |     |     |     |     | 12  | 2   | 0   |
|                                         | Kevin Giovesi           |     |     |     |     |     |     |     |     |     |     |     |     | 4   | 4   |     |     |     |
|                                         | Alessio Rovera          |     |     |     |     |     |     |     |     |     |     |     |     |     |     | 6   | Ret | 0   |
|                                         | Fabian Schiller         |     |     |     |     |     |     |     |     |     |     |     |     |     |     | 10  | 13  | 0   |
|                                         | Michele Beretta         |     |     |     |     |     |     |     |     |     |     |     |     |     |     | Ret | 10  | 0   |
|                                         | Igor Waliłko            |     |     |     |     |     |     |     |     |     |     |     |     |     |     | 14  | 14  | 0   |
| Pos                                     | Piloto                  | NÜR | NÜR | ALG | ALG | JER | JER | HUN | HUN | SIL | SIL | SPA | SPA | MNZ | MNZ | CAT | CAT | Pts |

| Color     | Resultado                                                               |
| --------- | ----------------------------------------------------------------------- |
| Oro       | Ganador                                                                 |
| Plata     | 2.ª plaza                                                               |
| Bronce    | 3.ª plaza                                                               |
| Verde     | Finalizó en los puntos                                                  |
| Azul      | Finalizó sin puntos                                                     |
| Azul      | NC - No clasificado                                                     |
| Violeta   | Ret - No terminó (Carrera)                                              |
| Rojo      | DNQ - No se clasificó                                                   |
| Negro     | DSQ - Descalificado                                                     |
| Blanco    | DNS - No empezó (carrera)                                               |
| Blanco    | WD - Retirado (fin de semana)                                           |
| Blanco    | C - Carrera cancelada                                                   |
| Sin color | DNP - Inscrito pero no participó                                        |
| Sin color | INJ - Lesionado                                                         |
| Sin color | EX - Excluido                                                           |
| Estado    | Resultado                                                               |
| Negrita   | Pole position                                                           |
| Cursiva   | Vuelta rápida                                                           |
| †         | Abandona, pero clasifica al completar el porcentaje requerido para ello |

### EFO - Campeonato Copa
- Sistema de puntuación:

| 1  | 2 | 3 | 4 | 5 |
| -- | - | - | - | - |
| 10 | 8 | 6 | 4 | 3 |

| Pos | Piloto            | NÜR | NÜR | ALG | ALG | JER | JER | HUN | HUN | SIL | SIL | SPA | SPA | MNZ | MNZ | CAT | CAT | Pts |
| --- | ----------------- | --- | --- | --- | --- | --- | --- | --- | --- | --- | --- | --- | --- | --- | --- | --- | --- | --- |
| 1   | Costantino Peroni | 16  | 15  | 11  | 14  |     |     |     |     |     |     |     |     |     |     |     |     | 38  |
| 2   | Saud Al Faisal    | Ret | 14  |     |     |     |     |     |     |     |     |     |     |     |     |     |     | 10  |

### EFO - Campeonato de escuderías
- Sistema de puntuación:

| 1  | 2 | 3 | 4 | 5 |
| -- | - | - | - | - |
| 10 | 8 | 6 | 4 | 3 |

| Pos | Escudería                  | NÜR | NÜR | ALG | ALG | JER | JER | HUN | HUN | SIL | SIL | SPA | SPA | MNZ | MNZ | CAT | CAT | Pts |
| --- | -------------------------- | --- | --- | --- | --- | --- | --- | --- | --- | --- | --- | --- | --- | --- | --- | --- | --- | --- |
| 1   | RP Motorsport              | 2   | 1   | 1   | 1   | 1   | 1   | 1   | 2   | 1   | 1   | 1   | 1   | 1   | 1   | 1   | 4   | 152 |
| 2   | Campos Racing              | 1   | 7   | 3   | 3   | 4   | 2   | 2   | 1   | 2   | 2   | 2   | 5   | 5   | 9   | 2   | 1   | 101 |
| 3   | Team West-Tec F3           | 5   | 3   | 4   | 6   | 3   | 3   | 8   | 7   | 3   | 3   | 5   | 4   | 7   | 8   | 3   | 3   | 58  |
| 4   | EmiliodeVillota Motorsport | 3   | 5   | 2   | 5   | 6   | 12  | 13  | 5   | 4   | 4   | 4   | 3   | 3   | 7   | 5   | 6   | 53  |
| 5   | BVM Racing                 |     |     |     |     |     |     | Ret | 4   | Ret | 15  | 6   | 15  | 9   | 3   | 20  | 10  | 10  |
| 6   | DAV Racing                 | 15  | 13  | 8   | 4   | 14  | 9   | 6   | 9   | Ret | 11  | 12  | 11  | 4   | 4   | 7   | 8   | 4   |
| 7   | Corbetta Competizioni      | 12  | 6   | 11  | 13  | 15  | 13  | 14  | 11  |     |     | Ret | Ret | 16  | 12  | 6   | 18  | 0   |

### CEF3 - Campeonato de Pilotos
- Sistema de puntuación:

| 1  | 2  | 3  | 4  | 5  | 6 | 7 | 8 | 9 | 10 | PP | VR |
| -- | -- | -- | -- | -- | - | - | - | - | -- | -- | -- |
| 25 | 18 | 15 | 12 | 10 | 8 | 6 | 4 | 2 | 1  | 1  | 1  |

| Pos                                     | Piloto                  | ALG | ALG | JER | JER | CAT | CAT | Pts |
| --------------------------------------- | ----------------------- | --- | --- | --- | --- | --- | --- | --- |
| 1                                       | Sandy Stuvik            | 12  | 1   | 1   | 1   | 1   | 5   | 118 |
| 2                                       | Álex Palou              | 3   | 3   | 4   | 2   | 2   | 1   | 105 |
| 3                                       | Artur Janosz            | 1   | 2   | 2   | Ret | 4   | 4   | 91  |
| 4                                       | Yarin Stern             | Ret | 17  | 3   | 3   | 3   | 3   | 63  |
| 5                                       | Yu Kanamaru             | 2   | 16  | 6   | 12  | 5   | 6   | 47  |
| 6                                       | Cameron Twynham         | 4   | 6   | 11  | 5   |     |     | 30  |
| 7                                       | Konstantin Tereshchenko | 5   | 7   | 5   | 11  | 16  | 16  | 27  |
| 8                                       | Tanart Sathienthirakul  | 6   | 9   | 9   | Ret | 8   | 9   | 26  |
| 9                                       | Dzhon Simonyan          | Ret | Ret | 16  | 4   | Ret | 7   | 20  |
| 10                                      | Sean Walkinshaw         | 7   | 12  | 10  | 7   | 9   | Ret | 19  |
| 11                                      | Gerardo Nieto           | 8   | 4   | 14  | 9   |     |     | 18  |
| 12                                      | Nicolas Pohler          | Ret | 8   | 7   | 6   |     |     | 18  |
| 13                                      | Andrés Saravia          | Ret | Ret | 8   | 10  | 11  | 12  | 13  |
| 14                                      | Che One Lim             | Ret | 5   | 12  | Ret | 13  | Ret | 12  |
| 15                                      | Wei Fung Thong          | 9   | 11  | 13  | 8   | 15  | 17  | 7   |
| 16                                      | Igor Urien              |     |     |     |     | Ret | 15  | 2   |
| 17                                      | Henrique Baptista       | Ret | 10  | 17  | Ret | 18  | Ret | 1   |
| 18                                      | Saud Al Faisal          | 10  | Ret | 19  | Ret | 19  | 19  | 1   |
| 19                                      | Costantino Peroni       | 11  | 14  | 15  | 13  |     |     | 0   |
| 20                                      | William Barbosa         | Ret | 15  | 18  | Ret | 17  | 18  | 0   |
| Pilotos invitados no aptos para puntuar |                         |     |     |     |     |     |     |     |
|                                         | Fabian Schiller         |     |     |     |     | 10  | 13  |     |

### CEF3 - Campeonato Copa
- Points were awarded as follows:

| 1  | 2 | 3 | 4 | 5 |
| -- | - | - | - | - |
| 10 | 8 | 6 | 4 | 3 |

| Pos | Driver            | ALG | ALG | JER | JER | CAT | CAT | Pts |
| --- | ----------------- | --- | --- | --- | --- | --- | --- | --- |
| 1   | Costantino Peroni | 11  | 14  |     |     |     |     | 20  |

### CEF3 - Campeonato de escuderías
- Sistema de puntuación:

| 1  | 2 | 3 | 4 | 5 |
| -- | - | - | - | - |
| 10 | 8 | 6 | 4 | 3 |

| Pos | Escudería                  | ALG | ALG | JER | JER | CAT | CAT | Pts |
| --- | -------------------------- | --- | --- | --- | --- | --- | --- | --- |
| 1   | RP Motorsport              | 1   | 1   | 1   | 1   | 1   | 4   | 56  |
| 2   | Campos Racing              | 3   | 3   | 4   | 2   | 2   | 1   | 42  |
| 3   | Team West-Tec F3           | 4   | 6   | 3   | 3   | 3   | 3   | 30  |
| 4   | EmiliodeVillota Motorsport | 2   | 5   | 6   | 12  | 5   | 6   | 17  |
| 5   | DAV Racing                 | 8   | 4   | 14  | 9   | 7   | 8   | 4   |
| 6   | Corbetta Competizioni      | 11  | 13  | 15  | 13  | 6   | 18  | 0   |
| 7   | BVM Racing                 |     |     |     |     | 20  | 10  | 0   |